# Жадов, Алексей Семёнович
Алексе́й Семёнович Жа́дов (до 25 ноября 1942 года — Жи́дов; 17 [30] марта 1901, село Никольское, ныне в составе Свердловского района Орловской области — 10 ноября 1977, Москва) — советский военачальник, командующий армиями в годы Великой Отечественной войны, первый заместитель главнокомандующего Сухопутными войсками, генерал армии (1955). Герой Советского Союза (1945).

## Молодые годы
Родился в многодетной (7 детей) бедняцкой крестьянской семье. Русский. Из-за бедности семьи смог окончить только церковно-приходскую школу. С 8 лет работал пастухом. С мая 1919 года — переписчик волостного военного отдела.

## Гражданская война
В Красной Армии с мая 1919. Зачислен в 45-ю стрелковую дивизию, но в пути на фронт заболел тифом и несколько месяцев лечился в госпитале. После выздоровления в апреле 1920 года направлен на учёбу и в 1920 году окончил 4-е Орловские кавалерийские курсы. Участник Гражданской войны. С лета 1920 года воевал в составе 62-го кавалерийского полка 11-й кавалерийской дивизии в 1-й Конной армии: командир учебного взвода, помощник командира эскадрона. В его рядах воевал на Южном фронте против Русской армии генерала П. Н. Врангеля, Повстанческой армии Украины Нестора Махно, уголовного и политического бандитизма в Белоруссии. В 1921 году направлен в Туркестан, где около 3 лет воевал против басмачей, был тяжело ранен. Член ВКП(б)/КПСС с 1921 года.

## Служба в межвоенное время
С октября 1924 года командовал кавалерийским взводом в отдельном эскадроне 48-й стрелковой дивизии Московского военного округа. В 1929 году окончил Московские военно-политические курсы. С августа 1929 года — командир и политрук эскадрона 56-го стрелкового полка 14-й кавалерийской дивизии в том же округе.
В 1934 году окончил Военную академию РККА имени М. В. Фрунзе. С мая 1934 года — начальник штаба 61-го кавалерийского полка Особой кавалерийской дивизии имени И. В. Сталина в Москве, а с ноября 1935 года — начальник первой части штаба этой дивизии. С апреля 1936 года служил в Инспекции кавалерии РККА помощником и первым заместителем инспектора кавалерии. С июня 1940 года — командир 21-й Туркестанской горно-кавалерийской дивизии в Среднеазиатском военном округе (дивизия дислоцировалась в городе Чирчик Узбекской ССР).

## Великая Отечественная война
За несколько дней до начала Великой Отечественной войны был назначен командиром 4-го воздушно-десантного корпуса. Начало войны застигло А. С. Жидова в пути в городе Чкалов. Прибыв на Западный фронт, 28 июня 1941 года разыскал отходивший от границы корпус и вступил в командование. В ходе Белостокско-Минского сражения и Смоленского сражения корпус вёл упорные оборонительные бои на рубежах рек Березина и Сож, и несмотря на понесённые потери, сохранил боеспособность.
С 2 августа 1941 года — начальник штаба 3-й армии (Центральный и Брянский фронты); участвовал в битве под Москвой. Хорошо проявил себя во время трагических событий Орловско-Брянской оборонительной операции, сохранив штаб армии и управление войсками. Хотя и с очень большими потерями, но основные силы 3-й армии сумели организованно прорвать кольцо окружения и выйти к своим. Участвовал в Елецкой наступательной операции в декабре 1941 года.
В мае 1942 года назначен командиром 8-го кавалерийского корпуса (Брянский фронт). Однако через две недели после вступления в должность попал под бомбёжку немецкой авиацией и получил тяжелые травмы и переломы в перевернувшейся автомашине. Вернулся к исполнению обязанностей только в сентябре 1942 года.
С 21 октября 1942 — командующий 66-й армии на Донском фронте. В ходе Сталинградской битвы армия под его командованием отличилась осенью 1942 года, нанеся несколько мощных контрударов по флангу немецких войск, прорвавшихся с севера к Сталинграду, что нарушило замыслы врага и сковало ряд его дивизий. Позже армия приняла активное участие в разгроме окружённой немецкой группировки. За стойкость, мужество и военное мастерство, проявленные в Сталинградской битве, на основании директивы Ставки ВГК от 16 апреля 1943 года 66-я армия была переименована в 5-ю гвардейскую армию.
Ещё будучи командующим 66-й армии, был вынужден сменить фамилию по желанию И. В. Сталина, выбрал фамилию «Жадов». По воспоминаниям А. С. Жадова, это произошло при следующих обстоятельствах:

Поздно вечером командующий фронтом К. К. Рокоссовский заслушал мой доклад по итогам боев за истёкший день и согласился с моим выводом о необходимости соединениям армии закрепиться на достигнутом рубеже.
— Васильев очень доволен действиями армии, — сказал в заключение нашего разговора Рокоссовский. — Однако ему не понравилась ваша фамилия. Он просил передать вам его пожелание изменить её. К утру доложите своё решение.
Задача мне была поставлена щекотливая и необычная. Поменять фамилию, с которой родился, прожил почти полжизни! Но пожелание Верховного — больше чем пожелание. Это приказ!
Я рассказал о состоявшемся разговоре члену Военного совета генералу А. М. Кривулину и начальнику штаба генералу Ф. К. Корженевичу. Начали обсуждать различные варианты.
— Не стоит вам, Алексей Семёнович, ломать голову, — сказал после некоторого раздумья Феодосий Константинович Корженевич. — Можно сохранить фамилию в своей основе и заменить лишь букву «и» на букву «а».

Его предложение пришлось мне по душе. В донесении, направленном утром 25 ноября командующему фронтом, я просил впредь мою фамилию читать — Жадов. Через несколько дней мне вручили резолюцию Верховного Главнокомандующего. «Очень хорошо. И. Сталин». Этот документ у меня сохранился.— .
Этот факт в своих воспоминаниях подтвердил и К. К. Рокоссовский, которого Сталин попросил передать свою просьбу о смене фамилии Жидова. По словам Рокоссовского, просьба была обусловлена не столько действиями Жидова, сколько тем, как звучит его фамилия, так как это обстоятельство играет некую роль.
Во главе 5-й гвардейской армии воевал до Победы в составе Резервного фронта, Степного военного округа, Воронежского фронта, Степного фронта, 2-го Украинского фронта, 1-го Украинского фронта. Отличился в ходе Курской битвы при отражении совместно с 5-й танковой армией генерала П. А. Ротмистрова массированного удара гитлеровских войск под Прохоровкой, что имело решающее значение в обстановке, сложившейся на южном фасе Курской дуги, в которой 5-я гвардейская и её командующий показали примерную стойкость.
Далее участвовал в Полтавско-Кременчугской, Кировоградской, Уманско-Ботошанской, Нижнеднепровской, Львовско-Сандомирской, Висло-Одерской, Берлинской и Пражской операциях.

Особенно успешно дрались войска армий генерала А. С. Жадова и генерала М. С. Шумилова. Оба эти командарма были мне хорошо известны. Они прошли большой и суровый путь с самого начала войны. Сумели выдержать и устоять в тяжелых схватках с врагом, обогатились опытом победных операций и пришли сюда, в район Кировограда во главе своих армий опытными военачальниками.
— Четырежды Герой Советского Союза  Маршал Советского Союза  Жуков Г. К. Воспоминания и размышления. — Т. 2. — 3-е изд. — М.:  Издательство Агентства печати «Новости», 1978. — С. 191.
За умелое управление войсками, проявленные смелость и мужество гвардии генерал-полковнику Жадову 6 апреля 1945 года присвоено звание Героя Советского Союза.
За время войны Жадов был 21 раз упомянут в благодарственных приказах Верховного Главнокомандующего.

## Послевоенная служба
После войны продолжал командовать 5-й гвардейской армией в составе Центральной группы войск. С июля 1946 года — заместитель главнокомандующего Сухопутных войск СССР по боевой подготовке. В 1950 году окончил Высшие академические курсы (ВАК) при Высшей военной академии имени К. Е. Ворошилова. В 1950—1954 годах — начальник Военной академии имени М. В. Фрунзе. С 1954 года — главнокомандующий Центральной группой войск. После расформирования группы, с 1955 года — вновь заместитель главнокомандующего Сухопутных войск СССР по боевой подготовке. С 1956 года — первый заместитель главнокомандующего Сухопутными войсками, с 1964 — первый заместитель Главного инспектора Министерства обороны СССР.
С октября 1969 года — военный инспектор-советник в Группе генеральных инспекторов Министерства обороны СССР.
Депутат Верховного Совета СССР 2-го созыва (1946—1950). Депутат Верховного Совета РСФСР 6-7 созывов (1963—1971).
Умер 10 ноября 1977. Похоронен на Новодевичьем кладбище в Москве.

## Семья
- Дочь — Лариса Алексеевна Жадова (1927—1981), советский искусствовед, историк искусства и дизайна; специалист по русскому авангарду. Жена поэта Семёна Гудзенко, после его смерти — четвёртая и последняя жена поэта и писателя Константина Симонова.
- Внучки:
  - Екатерина Кирилловна Симонова-Гудзенко (р. 1951). После смерти отца Семёна Гудзенко и нового замужества матери была удочерена Константином Симоновым и получила отчество по его паспортному имени Кирилл. Доктор исторических наук, профессор, заведующая кафедрой истории и культуры Японии Института стран Азии и Африки Московского государственного университета имени М. В. Ломоносова[6].
  - Александра Кирилловна Симонова (1957—2000). Умерла от рака[7]

## Награды

### Награды СССР
- Медаль «Золотая Звезда» Героя Советского Союза (06.04.1945);
- Три ордена Ленина (в том числе 21.02.1945[8], 06.04.1945);
- Орден Октябрьской Революции;
- Пять орденов Красного Знамени (14.02.1943, 27.08.1943, 03.11.1944[8], 02.09.1950, 15.11.1950[8]);
- Два ордена Суворова I степени (22.02.1944, 29.05.1945);
- Орден Кутузова I степени (28.01.1943, орден № 3);
- Орден Красной Звезды (15.06.1940);
- Орден «За службу Родине в Вооружённых Силах СССР» III степени (30.04.1975);
- Медали

### Награды иностранных государств
- Орден «Легион почёта» (США) (1945, степень командора)[9]
- Ордена «Virtuti Militari» 2-го класса (19.12.1968) и 3-го класса (Польша)
- Офицерский крест	ордена Возрождения Польши (Польша, 06.10.1973)
- Орден «Крест Грюнвальда» 3-го класса (Польша)
- Военный знак отличия «Крест Храбрых» (Польша)
- Боевой орден «За заслуги перед народом и Отечеством» в золоте (ГДР, 08.05.1975)
- Ордена Белого льва «За победу» со звездой 1-го класса (Чехословакия, 1945)
- Орден Белого льва 2-го класса (Чехословакия, 12.10.1945)[10]
- Военный крест 1939 года (Чехословакия, 5.11.1945)
- Два ордена Тудора Владимиреску I степени (Румыния, 24.10.1969, 01.10.1974)
- Орден Красного Знамени (Монголия, 06.07.1971)
- Медаль «Победы и Свободы» (Польша)
- Медаль «За Варшаву 1939—1945» (Польша)
- Медаль «За Одру, Нису и Балтику» (Польша)
- Медаль «За укрепление дружбы по оружию» в золоте (ЧССР)
- Дукельская памятная медаль (ЧССР)
- Медаль «30 лет Халхин-Гольской Победы» (Монголия, 1969)
- Медаль «50 лет Монгольской Народной Армии» (Монголия, 1971)
- Медаль «50 лет Монгольской Народной Революции» (Монголия, 1971)
- Медаль «Китайско-советская дружба» (КНР)
- Медаль «25 лет освобождения Румынии» (Румыния, 24.10.1969)
- Медаль «30 лет освобождения Румынии» (Румыния, 18.11.1974)

## Воинские звания
- Майор (22.12.1935)
- Полковник (17.02.1938)
- Комбриг (04.11.1939)
- Генерал-майор (04.06.1940).
- Генерал-лейтенант (27.01.1943).
- Генерал-полковник (25.09.1944).
- Генерал армии (08.08.1955).

## Память
- Именем А. С. Жадова названа площадь в Москве, а на доме, где он жил, установлена мемориальная доска.
- Именем А. С. Жадова названа улицы в Орле, Кропивницком, Кременчуге, Полтаве, Прохоровке (Белгородская обл.), Змиевке (Орловская обл.).
- В знак благодарности за участие в освобождении города Кировограда от немецких оккупантов исполком городского совета народных депутатов 4 января 1969 года присвоил Алексею Семёновичу Жадову звание Почётного гражданина города Кировограда.
- Почётный гражданин городов Кременчуг (Украина), Кричев Могилёвской области (Республика Беларусь).
- Памятный знак А. С. Жадову на Аллее Славы в парке Победы в городе Кричеве Могилёвской области[11].

## Сочинения
- Жадов А. С. Четыре года войны. — М.: Воениздат, 1978. — 334 с. — (Военные мемуары).
- Жадов А. С. Закалённая в боях. // Битва за Сталинград. / 4-е изд. — Волгоград: Нижне-Волжское книжное издание, 1973.
- Жадов А. С. Завершающий удар по врагу (5-я гвардейская армия в Берлинской операции). // Военно-исторический журнал. — 1967. — № 10. — С. 77—86.
- Жадов А. С. Прорыв глубоко эшелонированной обороны противника. // Военно-исторический журнал. — 1978. — № 1. — С. 11—19.

## Комментарии
1. ↑  24 ноября 1942 года.
2. ↑  Сталин.